# Hieracium chroocentrum
Hieracium chroocentrum es una especie de planta con flor del género Hieracium, de la familia Asteraceae, orden Asterales.

## Distribución
Hieracium chroocentrum se distribuye por Suecia.

## Taxonomía
Fue descrita científicamente por (Dahlst. ex Zahn) T. Tyler. Fue publicada en Nordic J. Bot. 35: 314 (2017).